# Ischia di Castro
Ischia di Castro é uma comuna italiana da região do Lácio, província de Viterbo, com cerca de 2.464 (Cens. 2001) habitantes. Estende-se por uma área de 104,73 km², tendo uma densidade populacional de 23,53 hab/km². Faz fronteira com Canino, Cellere, Farnese, Manciano (GR), Pitigliano (GR), Valentano.

## Demografia
| Variação demográfica do município entre 1861 e 2011                               |
|                                                                                   |
| Fonte: Istituto Nazionale di Statistica (ISTAT) - Elaboração gráfica da Wikipedia |